# The Independent
«Индепе́ндент» (англ. The Independent — «независимый») — британское интернет-издание. Изначально ежедневная газета, после банкротства в 2010 году была выкуплена предпринимателем Александром Лебедевым, а 20 марта 2016 года преобразована в электронную версию.

## История
Основана в 1986 году тремя бывшими журналистами The Daily Telegraph — Андреасом Уиттамом Смитом, Стивеном Гловером и Мэтью Симондсом как независимая национальная утренняя газета. Идеологически близка к либерально-демократической партии, особое внимание обращает на проблематику прав человека.
Тираж газеты в 2009 году составлял 183,5 тыс. экземпляров (самый малый среди общебританских ежедневных газет), тираж воскресного выпуска («The Independent on Sunday») — 155,6 тыс. экземпляров.
Последние годы газета испытывала финансовые трудности, а в марте 2010 года стало известно о приобретении газеты бывшим разведчиком КГБ, ныне предпринимателем Александром Лебедевым. Цена сделки составила символический 1 фунт. Одновременно с продажей газеты объявлено об уходе в отставку Айвена Фаллона, непосредственно руководившего «Индепендент» и «Independent on Sunday».
26 октября 2010 года начало выходить новое компактное ежедневное приложение «i», ориентированное на молодого читателя. По данным маркетинговой компании Newsworks, ежемесячная аудитория издания превышает 28 миллионов человек. Фидель Кастро называл её "обладающей безусловным престижем в либеральной среде Великобритании".
В ноябре 2013 года тираж газеты, по данным исследовательской компании ABC, насчитывал 67,7 тыс. экземпляров; в апреле 2014 года — 63,4 тыс. экземпляров.
В 2015 г. The Independent открыло редакционное бюро в Нью-Йорке. 
20 марта 2016 в субботу вышел последний печатный тираж The Independent. С тех пор издание существует только в цифровом формате.
На 2020 год на сайте выпускается отдельная американская версия, которой занимается редакция в США. В 2020 г. было запущено онлайн-издание The Independent на испанском — Independent en Español.
В феврале 2020 г. The Independent заняло первое место по популярности среди качественных британских новостных интернет-изданий, опередив сайт The Guardian. Аудитория The Independent в Соединенном Королевстве достигла 24,7 млн пользователей в месяц.

## Собственники издания
Издателем The Independent является компания Independent Digital News & Media Ltd (IDNM). По сообщению Русской службы Би-би-си от 3 января 2012 года, владельцем газеты является сын российского предпринимателя Александра Лебедева, Евгений Лебедев.
В январе 2014 года газета «Гардиан» сообщила, что Александр Лебедев выставил на продажу «Индепендент», «The Independent on Sunday» и приложение i. Причина продажи — убытки издания. В 2012 году, согласно отчетности «Индепендент», её чистый убыток составил 14 млн фунтов (в 2011 году — 18 млн фунтов). По версии российской газеты «Коммерсантъ», продажа «Индепендент» и сопутствующих брендов может быть связана с ухудшением финансового состояния самого Александра Лебедева. Продажа издания не состоялась.
После перехода в онлайн-формат The Independent стало прибыльным изданием за счет сокращения типографских расходов, роста аудитории и доходов от рекламы.
В 2017 г. миноритарным акционером Independent Digital News & Media Ltd стала крупнейшая медиакомпания Ближнего Востока Saudi Research and Media Group (Саудовская Аравия). В 2018 г. SRMG по лицензионному соглашению с IDNM запустила онлайн-издания The Independent на арабском, турецком, урду и фарси.